# BR-479
De BR-479 is een federale weg in het Federaal District en de deelstaten Goiás en Minas Gerais in het midden van Brazilië. De weg is een verbindingsweg tussen Brasilia en Januária.
De weg heeft met de bestaande delen een lengte van ongeveer 368 kilometer.

## Aansluitende wegen
- BR-450 en DF-005 bij Brasilia
- DF-001
- DF-330
- DF-130
- DF-120
- DF-320
- DF-310
- DF-110
- DF-105
- DF-100

Onderbroken 2x
- GO-346 bij Cabeceiras
- MG-202 en MG-400

Onderbroken
- BR-135 bij Januária

## Plaatsen
Langs de route liggen de volgende plaatsen:
- Brasilia

Onderbroken 2x
- Cabeceiras
- Arinos

Onderbroken
- Januária